# PGA European Tour
PGA European Tour, Europatouren, DP World Tour, är golftävlingarna för de professionella herrarna i Europa och en del tävlingar i Asien, Afrika och Australien. PGA European Tour är även namnet på den organisation som ansvarar för tävlingarna. Organisationen har sitt huvudkontor i på Wentworth Club i Virginia Water, Surrey, England. Europatouren är huvudtour i Europa och prestigemässigt så klassas den tvåa i världen efter PGA Tour i USA. PGA European Tour var en del av PGA fram till 1984 då den blev självständig.
De flesta tävlingarna hålls i Europa men i början och slutet av säsongen hålls tävlingar i Asien, Nya Zeeland, Australien och Sydafrika.
Touren ansvarar för Ryder Cup tillsammans med PGA of America.

## Historik
Under efterkrigstiden steg prissummorna inom golfen, mest beroende på införandet av televisionen. Problemet var att tävlingarna arrangerades av den enskilda golfklubben, organisationen eller en lokal sponsor. I USA hade PGA Tour funnits sedan 1930-talet och 1972 introducerades PGA European Tour. Under sina tidiga år pågick säsongen i sex månader mellan april och oktober och tävlingarna hölls endast i Europa, framförallt i Storbritannien och Irland. 1972 hölls 12 tävlingar i England och en i Irland. Av de sju tävlingarna som gick i övriga Europa så var sex nationella "opens", Nederländerna, Frankrike, Tyskland, Italien, Spanien och Schweiz. Den sjunde tävlingen var Madrid Open.
Under de följande decennierna blev touren successivt större och mer globaliserat. 1982 hölls den första tävlingen utanför Europa, Tunisian Open. Det året hölls 27 tävlingar och säsongen på gick in i november för första gången.
Europatouren har alltid varit utsatt för risken att de bästa spelarna ska lämna touren för den amerikanska PGA-touren. Det är större prispengar varje vecka och dessutom har spelarna större möjlighet att lyckas i de amerikanska majortävlingarna om de spelar den övriga delen av året på banorna där. För att motverka detta infördes Volvo Bonus Pool 1988 som var extra prispengar till den bäste spelaren under året men endast spelare som hade spelat många tävlingar kunde få del av potten. Detta pågick till 1998 då kraften istället lades på att maximera prissummorna på varje enskild tävling.
1988 besökte touren Asien för första gången i tävlingen Dubai Desert Classic. 1990 hölls 38 tävlingar varav 37 i Europa och säsongsstarten var i februari. En tävling gick i Östasien, Johnnie Walker Classic i Bangkok. Efter den tävlingen har Östasien nästan blivit ett andra hem för touren. Kort efter det gjorde touren premiär i det forna öststatsblocket när den besökte Czech Open i Tjeckoslovakien 1994. Tävlingar i den regionen är dock inte lika vanligt förekommande som i östasien mest beroende på svårigheter att för sponsorer att konkurrera med företagen i väst. Däremot besöker Challenge Tour Central- och Östeuropa oftare.
1995 tog touren en policy att sanktionera tävlingar på andra PGA-tourer och man började med Southern African Tour (numera Sunshine Tour) och detta utökades 1996 till att omfatta även PGA Tour of Australasia och Asian Tour.
Även om golforganisationerna runt om i världen har ett gott samarbete så finns det också en rivalitet dem emellan. Europatouren är väldigt trygg i sin position jämfört med PGA-touren i USA men de två har sakta kommit varandra närmare. 1998 lade Europatouren de tre majortävlingarna i USA, till sitt tävlingsprogram. De bästa europaspelarna hade tävlat i dessa majors i många år men nu fick de räkna in prispengarna i Order of Merit vilket kunde spela stor roll vid rankingen i slutet av året. Året efter lades även den amerikanska tävlingen World Golf Championships till, tre tävlingar som har större prispengar än någon tävling i Europa. Eftersom det minsta antalet tävlingar en spelare måste ställa upp i var elva under en lång tid, så innebar detta att det skulle räcka med att ställa upp i fyra tävlingar på Europatouren om man spelade i dessa sju tävlingar. Spelare som Ernie Els och Retief Goosen varierar sina tävlingar mellan PGA-touren och Europatouren och Tiger Woods har föreslagit att man ska ställa upp i fyra tävlingar på Europatouren så att man kan vinna Order of Merit där. 2015 gällde minimum 13 tävlingar för medlemskap i Europatouren.

## Status och prispengar
Det är ingen tvekan om att Europatouren är den näst största efter PGA-touren och mycket större än tourerna i övriga världen. Det är dock svårare att bedöma huruvida touren här stärkt eller försvagat sin position mot PGA-touren.
2005 var den totala prissumman 250 miljoner dollar på PGA-touren och på Europatouren motsvarande 150 miljoner dollar, dvs 60%. Båda dessa summor inkluderar 50 miljoner vardera i prispengar för sju gemensamma tävlingar (fyra majors och tre World Golf Championship) och exkluderar man dessa tävlingar så är Europatourens prissumma bara 50% av den amerikanska tourens. Om man ser till de senaste årens vinnare i de sju tävlingarna så är den faktiska summan till spelarna på Europatouren lägre än 60%.
I början av 2005 var fyra av de tio bästa spelarna på Golfens världsranking medlemmar på Europatouren, Ernie Els, Retief Goosen, Sergio García och Padraig Harrington. utöver det så är Vijay Singh registrerad medlem sedan 1998, men det är oklart hur många tävlingar han kommer att spela i Europa i framtiden, förmodligen väldigt få. Dessa spelare är även medlemmar på PGA-touren och det har blivit deras huvudtour efter att ha spelaat i Europa först. Det är sällan spelare gör tvärtom. Europatouren har blivit ett mellansteg för spelare som vill spela i USA. Exempel på sådana spelare är Greg Norman och Nick Price.
När stora spelare som Seve Ballesteros blev kända i början av 1970-talet och när Europa började att vinna Ryder Cup i mitten av 1980-talet så spreds en optimism om en bra framtid för touren. Denna optimism har lagt sig sedan stora länder som till exempel Tyskland och Italien inte har producerat så många bra golfspelare som väntat. Ändå har antalet europeiska spelare som vinner på touren ökat och de kommer framför allt från Skandinavien. Dessutom har prissummorna i många tävlingar ökat sedan 1990-talet. Om man bortser från de sju stora tävlingarna är det betydligt mer variation i prissummorna på Europatouren än på PGA-touren. Det finns två skikt av olika tävlingars prissummor, de som ligger strax under 1 miljon euro och de som ligger mellan 3 och 4 miljoner euro. enmiljonstävlingarna ligger ofta utanför Europa och de bäst betalda ligger inom Europa.

## Säsongen på PGA European Tour

### Översikt
Tabellen nedan visar hur en säsong på PGA-touren är upplagd. Tävlingarna gäller för 2005 men det är bara små förändringar i spelschemat mellan åren. De enskilda tävlingarna byter ibland ort och även namn när de får nya sponsorer men huvudtävlingarna har fasta och traditionella platser och styr ofta uppläggningen av spelschemat.
Spelschemat inkluderar tre tävlingar på föregående år. Samtliga tävlingar till slutet av mars hålls utanför Europa och de flesta är ett samarbete med andra tourer. 2005 spelas fyra tävlingar i Kina, en i Hongkong, två i Sydafrika och en tävling i Singapore, Australien, Nya Zeeland, Malaysia, Indonesien, Förenade Arabemiraten och Qatar. Alla fyra majors är officiella tävlingar liksom de tre World Golf Championship och de flesta av de tävlingarna äger rum i USA. Från slutet av mars spelas tävlingarna huvudsakligen i Europa.

### Spelschema
Veckonumren är de nummer som används av Golfens världsranking, vilket gäller för hela världens herrtourer.
| Vecka | Tävling                                        | Land                  |                                       |
| 48    | Volvo China Open                               | Kina                  | samarbete med Asian Tour              |
| 49    | Omega Hong Kong Open                           | Hongkong              | samarbete med Asian Tour              |
| 50    | Dunhill Championship                           | Sydafrika             | samarbete med Sunshine Tour           |
| 4     | South African Airways Open                     | Sydafrika             | samarbete med Sunshine Tour           |
| 5     | Caltex Masters presented by Carlsberg          | Singapore             | samarbete med Asian Tour              |
| 6     | Heineken Classic                               | Australien            | samarbete med PGA Tour of Australasia |
| 7     | Holden New Zealand Open                        | Nya Zeeland           | samarbete med PGA Tour of Australasia |
| 8     | Malaysian Open                                 | Malaysia              | samarbete med Asian Tour              |
| 9     | WGC-Accenture Match Play Championship          | USA                   | World Golf Championship               |
| 10    | Dubai Desert Classic                           | Förenade arabemiraten | I Asien men inte samarbete            |
| 11    | Qatar Masters                                  | Qatar                 | samarbete med Asian Tour              |
| 12    | TCL Classic                                    | Kina                  | samarbete med Asian Tour              |
| 13    | Enjoy Jakata Standard Chartered Indonesia Open | Indien                | samarbete med Asian Tour              |
| 14    | Estoril Open de Portugal                       | Portugal              | Första tävlingen i Europa             |
| 15    | The Masters (april)                            | USA                   | Major                                 |
| 15    | PortugalMadeira Island Open                    | Portugal              | Secondary                             |
| 16    | Open de Espana                                 | Spanien               |                                       |
| 17    | Johnnie Walker Classic                         | Kina                  | samarbete med Asian Tour              |
| 18    | BMW Asian Open                                 | Kina                  | samarbete med Asian Tour              |
| 19    | Telecom Italia Open                            | Italien               |                                       |
| 20    | Daily Telegraph Dunlop Masters                 | England               |                                       |
| 21    | Nissan Irish Open                              | Irland                |                                       |
| 22    | BMW Championship                               | England               | Tourens hemmatävling                  |
| 23    | Celtic Manor Wales Open                        | Wales                 |                                       |
| 24    | KLM Open                                       | Nederländerna         |                                       |
| 25    | US Open (Juni)                                 | USA                   | Major                                 |
| 25    | Aa St Omer Open                                | Frankrike             |                                       |
| 26    | Open de France                                 | Frankrike             |                                       |
| 27    | Smurfit European Open                          | Irland                |                                       |
| 28    | Barclays Scottish Open                         | Skottland             |                                       |
| 29    | The Open Championship (juli)                   | Storbritannien        | Major                                 |
| 30    | Deutsche Bank Players Championship of Europe   | Tyskland              |                                       |
| 31    | Scandinavian Masters                           | Sverige               |                                       |
| 32    | Johnnie Walker Championship at Gleneagles      | Skottland             |                                       |
| 33    | PGA Championship (augusti)                     | USA                   | Major                                 |
| 33    | BMW Russian Open                               | Ryssland              | Secondary                             |
| 34    | WGC-Bridgestone Invitational                   | USA                   | World Golf Championships              |
| 35    | BMW International Open                         | Tyskland              |                                       |
| 36    | Omega European Masters                         | Schweiz               |                                       |
| 37    | Linde German Masters                           | Tyskland              |                                       |
| 38    | HSBC World Match Play Championship             | England               | 16 man matchspelstävling              |
| 39    | Seve Trophy                                    | Varierar              | Lagtävling                            |
| 40    | Dunhill Links Championship                     | Skottland             | Celebrity pro-am                      |
| 41    | WGC-CA Championship                            | Varierar              | World Golf Championships              |
| 41    | Abamba Open de Canarias                        | Spanien               |                                       |
| 42    | TBC                                            | TBC                   |                                       |
| 43    | Mallorca Classic                               | Spanien               |                                       |
| 44    | Dubai World Championship                       | Förenade arabemiraten | Tourens Championship                  |

Den senaste versionen av spelschemat finns på PGA European Tour 
.

## Order of Merit
Fram till och med 1998 räknades prissummorna i pund, därefter euro.
| År   | Race to Dubai Vinnare | Land      | Prissumma |
| ---- | --------------------- | --------- | --------- |
| 2011 | Luke Donald           | England   | 5 323 400 |
| 2010 | Martin Kaymer         | Tyskland  | 4 461 011 |
| 2009 | Lee Westwood          | England   | 4 237 762 |
| År   | Vinnare               | Land      | Prissumma |
| 2008 | Robert Karlsson       | Sverige   | 2 732 748 |
| 2007 | Justin Rose           | England   | 2 944 945 |
| 2006 | Padraig Harrington    | Irland    | 2 489 337 |
| 2005 | Colin Montgomerie     | Skottland | 2 794 223 |
| 2004 | Ernie Els             | Sydafrika | 4 061 905 |
| 2003 | Ernie Els             | Sydafrika | 2 975 374 |
| 2002 | Retief Goosen         | Sydafrika | 2 360 127 |
| 2001 | Retief Goosen         | Sydafrika | 2 862 806 |
| 2000 | Lee Westwood          | England   | 3 125 146 |
| 1999 | Colin Montgomerie     | Skottland | 1 822 880 |
| 1998 | Colin Montgomerie     | Skottland | 993 077   |
| 1997 | Colin Montgomerie     | Skottland | 798 947   |
| 1996 | Colin Montgomerie     | Skottland | 875 146   |
| 1995 | Colin Montgomerie     | Skottland | 835 051   |
| 1994 | Colin Montgomerie     | Skottland | 762 719   |
| 1993 | Colin Montgomerie     | Skottland | 613 682   |
| 1992 | Nick Faldo            | England   | 708 522   |

| År   | Vinnare          | Land       | Prissumma |
| 1991 | Seve Ballesteros | Spanien    | 545 353   |
| 1990 | Ian Woosnam      | Wales      | 574 166   |
| 1989 | Ronan Rafferty   | Nordirland | 400 311   |
| 1988 | Seve Ballesteros | Spanien    | 451 559   |
| 1987 | Ian Woosnam      | Wales      | 253 717   |
| 1986 | Seve Ballesteros | Spanien    | 242 208   |
| 1985 | Sandy Lyle       | Skottland  | 162 552   |
| 1984 | Bernhard Langer  | Tyskland   | 139 344   |
| 1983 | Nick Faldo       | England    | 119 416   |
| 1982 | Greg Norman      | Australien | 66 405    |
| 1981 | Bernhard Langer  | Tyskland   | 81 036    |
| 1980 | Greg Norman      | Australien | 74 828    |
| 1979 | Sandy Lyle       | Skottland  | 49 232    |
| 1978 | Seve Ballesteros | Spanien    | 54 348    |
| 1977 | Seve Ballesteros | Spanien    | 46 435    |
| 1976 | Seve Ballesteros | Spanien    | 39 503    |
| 1975 | Dale Hayes       | Sydafrika  | 20 507    |
| 1974 | Peter Oosterhuis | England    | 32 127    |
| 1973 | Tony Jacklin     | England    | 24 839    |
| 1972 | Peter Oosterhuis | England    | 18 525    |
| 1971 | Neil Coles       | England    | 10 479    |

Priset för bästa nykomling heter Sir Henry Cotton Rookie of the Year Award.
PGA European Tour startades officiellt 1972.
- Lista före 1971
- Aktuell lista[1]